# واقف اللاهوري
واقف اللاهوري (ت. 1195 هـ) هو متصوف وأديب وشاعر، من أُهل الهند.
هو الشيخ نور العين، وقيل نور الدين بن أمانة الله، وقيل أمان الله البتاله أي اللاهوري الهندي، المشتهر بواقف. أصله من قصبة بتاله من نواحي لاهور. صحب شاه عبد الحكيم في رحلته في أرجاء الهند. توفي سنة 1195 هـ. من آثاره: ديوان شعر.